# Kaletepe
Kaletepe est un site archéologique de Turquie, situé dans le Göllü Dağ en Anatolie centrale. C'est une région volcanique, où se trouvent des gisements d'obsidienne dont le site est un témoin de l'exploitation aux époques préhistoriques. Une zone plus ancienne, Kaletepe-Dere 3, remonte au Paléolithique inférieur et moyen. La zone plus récente, Kömürçü-Kaletepe, remonte au Néolithique précéramique. Ce site a été exploré par des équipes turque et française, dans le cadre plus large de prospections archéologiques des gisements d'obsidienne du Göllü Dağ conduit à partir des années 1990.

## Kaletepe-Dere 3: Paléolithique inférieur et moyen
Sept niveaux ont été identifiés pour ces périodes. Les plus récents présentent un débitage par la méthode Levallois.

## Kömürçu-Kaletepe: Néolithique acéramique
La période néolithique a été identifiée dans deux secteurs, P et Est. Elle est datée d'environ 8600 à 7500 av. J.-C., ce qui correspond en chronologie du Levant au Néolithique précéramique B ancien et moyen. Ils témoignent d'un artisanat spécialisé destiné en grande partie à écouler ses produits en direction du Levant.
Le secteur P a livré deux types de productions : des lamelles prismatiques débitées par pression et des lames aiguës ou pointes issues d'un débitage laminaire bipolaire naviforme. Il a été estimé qu'une unité de production du secteur avait fabriqué environ 1 500 pointes et 4 500 à 6 000 lamelles, laissant quasiment 10 tonnes de « déchets ». Les lamelles prismatiques se retrouvent sur des sites du Levant et également à Chypre (Shillourokambos), et leur technique de débitage est similaire à celles attestées sur ces sites. Cela plaide non seulement en faveur d'une production destinée à des régions, mais aussi d'une production faite par des artisans venant de ces régions. Selon le scénario proposé par D. Binder, sur la période 8600-8200 av. J.-C. des artisans levantins se rendent à Kaletepe en été, quand les routes montagneuses sont dégagées, conduisent des expéditions pour obtenir de l'obsidienne vers les gisements voisins (Kayırlı, Eriklidere, Nenezi Dağ) et procèdent au débitage sur le site. Ils repartent ensuite écouler leur production au Levant. 
Ces échanges auraient joué un rôle moteur dans la néolithisation de l'Anatolie centrale qui se produit à partir de cette période, avec notamment le site d'Aşıklı Höyük qui se développe après 8200 av. J.-C. À partir de cette période, il semble que des artisans anatoliens exploitent les gisements du Göllü Dağ suivant d'autres méthodes de débitage, tandis qu'une autre partie de la production d'obsidienne semble destinée au Levant. La présence anatolienne s'accentue par la suite durant la période de développement des sites de la plaine de Konya, tels que Çatal Höyük et Can Hasan (tr) (v. 7500-6200 av. J.-C.).